# Дан Уједињених нација
Дан Уједињених нација је међународни празник којји се прославља 24. октобра у циљу информисања људи о циљевима, сврси, и достигнућима УН-а.
То је дан сећања када је настала Организација Уједињених нација тог дана 1945. године када је ратификована повеља Уједињених нација од стране свих сталних чланица Савета безбедности и више од половине потписница. Дан представља део недеље Уједињених нација, која траје од 20. до 26. октобра; проглашена је резолуцијом Ун-а 168 (II), 31. октобра 1947. године.
Дана 6. децембра 1971. године, резолуцијом 2782 (XXVI) је препоручено да дан Уједињених нација буде национални празник у свим земљама чланицама.
Неколико међународних школа такође славе разноврсност својих студената на дан Уједињених нација (мада догађај не мора нужно да се слави 24. октобра).

## Земље које признају дан Уједињених нација
- На Костарики то је национални празник.
- У Шведској и Финској то је дан заставе.
- У Данској је такође дан заставе.
- Председник Сједињених Држава добровољно издаје прокламацију.
- (Списак је некомплетан.)

## Школе које славе дан Уједињених нација
- Међународна школа у Сингапуру
- Основна школа Уједињене нације у Београду
- (Списак је некомплетан.)